# Православна цивилизация
Православната цивилизация според американският професор Самюел Хънтингтън е цивилизация, която обхваща група държави с преобладаващо православно изповедание.
Според концепцията на Хънтингтън тези държави (включително България) попадат в сферата на влияние на Русия. От друга страна, според него религията е основната определяща характеристика на всяка цивилизация и тя е най-дълбокото различие, което може да съществува между хората. Доскорошното идеологическо деление в Европа е заменено от културно-религиозно и цивилизационно противопоставяне между Западната цивилизация, от една страна, и православието и исляма – от друга, като народите от Запада принадлежат към общата европейска история и като по-развити се стремят към обща европейска икономика и утвърждаване на демокрацията. Православните и ислямските страни в Европа, които исторически принадлежат или на Османската империя или на Руската империя, са изостанали и е малко вероятно да развият стабилни демократични системи. Там обществата са традиционно свързани с т.нар. византизъм, при който властва лукавство, автократизъм, беззаконие, корупция и тежка бюрокрация при функциониране на държавните структури. В тази връзка американският учен подчертава, че „Европейската общност трябва да се изгражда върху основите на европейската култура и западното християнство”. Хънтингтън прави и конкретни, имащи характер на препоръки, изводи за интересите на САЩ и европейските страни. От тези препоръки се вижда, че Балканите трябва да бъдат изключени от процесите на интеграция в Европейския съюз, както и че Русия трябва да бъде призната като държава – ядро на православието.